# 秦新二
秦 新二（はた しんじ、1948年 - ）は、ノンフィクション作家、翻訳家、日蘭交渉医学史、シーボルト、ティチングの研究者、美術展覧会プロデューサー。ヨハネス・フェルメールなど絵画アートセラピー、ミラー・ワールドなどの調査・研究にも従事。
財団ハタステフティング理事長、シーボルト財団理事。福島県立医科大学特任教授。
シーボルト事件を扱ったノンフィクション『文政十一年のスパイ合戦』にて、第46回（1993年）日本推理作家協会賞評論その他の部門を受賞。
広島県生まれ。東京外国語大学卒業。

## ノンフィクション作家
シーボルト事件を扱ったノンフィクション『文政十一年のスパイ合戦』にて、第46回（1993年）日本推理作家協会賞評論その他の部門を受賞。
2022年1月26日には文藝春秋から『田沼意次 百年早い開国計画』を出版。『文政十一年のスパイ合戦』に続く歴史巨編である。近世オランダと日本の交渉史の研究に長年取り組み、新資料を駆使して執筆した歴史の暗部を照射する。
また、2018年には文藝春秋から『フェルメール最後の真実』を出版。世界におけるフェルメール展の企画プロデューサーとして、その謎に迫った作品である。

### 著作

#### 単著
- 1992年 『文政十一年のスパイ合戦－検証・謎のシーボルト事件－』文藝春秋 ISBN 978-4-16-346270-7
  - （1996年:文春文庫 ISBN 978-4-16-735302-5、2007年:双葉文庫 ISBN 978-4-575-65872-9）

#### 編著
- 1993年 『ジョージ・ルーカスの大博物館』ジョージ・ルーカス公認 秦新二編著 文藝春秋 ISBN 978-4163479101
- 1995年 『グランマ・モーゼスの贈りもの』秦新二編著 文藝春秋 1995年 ISBN 4-16-380240-1

#### 共著
- 2018年 『フェルメール最後の真実』秦新二著、成田睦子著 文藝春秋 ISBN 978-4-16-791147-8
- 2022年 『田沼意次 百年早い開国計画』秦新二著、竹之下誠一著 文藝春秋（1月26日発売）ISBN 978-4-16-009014-9

## 翻訳家

### 英米文学作品の翻訳
1993年に出版された『ジョージ・ルーカス ルーカスフィルム20年の軌跡』では、ジョージ・ルーカスが関わるすべての映画を網羅し、ルーカスフィルム及びルーカスアーツの様々な活動を紹介。豊富な作品スチールに加え、撮影風景や特殊効果の舞台裏を紹介した写真を多数収録する。すぐれた技術と人間の創造力が手を組むことで、エンターテインメント作品が、同時に不朽の芸術へと昇華していく過程を目で追うことのできる構成となっている。
さらに、インディ・ジョーンズシリーズの第一部作『レイダース/失われたアーク《聖櫃》』の原作の翻訳をはじめ、アル・パチーノ主演映画『スカーフェイス』の原作、全米ベストセラーで後に映画化された『ファミリービジネス』の原作などの翻訳も手掛ける。

### 翻訳書
- 1977年
  - 『ジミー・ディーン去りし日』(サラ・プランタン) ジョン・ミナハン著 二見書房
  - 『マダムクロード』（パシフィカ・シネマ・フォト・ストーリー）アンドレ・ブリュネ ラン著 パシフィカ

- 1978年
  - 『ザ・ドライバー』クライド・B・フィリップス著 ヘラルド・エンタープライズ
  - 『アイズ』H.B.ギルモア著 サンリオSF文庫

- 1979年
  - 『ウルフヘッド』チャールス・L・ハーネス著 サンリオSF文庫
  - 『アイス・キャッスル』レオノーレ・フライシャー著 ヘラルド・エンタープライズ

- 1980年
  - 『ジョーイ』リチャード・E・ペック著 ヘラルド・エンタープライズ
  - 『朝日のなかの男』H.B.ギルモア著 ヘラルド・エンタープライズ
  - 『潜航ノーススター十字軍』ウィリアム・カッツ著 角川書店
  - 『サンチアゴから来たスパイ』ウォーレン・アドラー著 集英社

- 1981年
  - 『インディ・ジョーンズレイダース/失われたアーク《聖櫃》』キャンベル・ブラック著 早川書房（ハヤカワ文庫 1982年、新版2008年）

- 1984年
  - 『スカーフェイス』ポール・モネット著 集英社文庫 ISBN 4-08-760095-5

- 1985年
  - 『スタートサーフィン－かっこよく、大胆に乗りこなすために－』リック・アボット著 日刊スポーツ出版社
  - 『飛ぶのが不安－空の旅インサイド・レポート－』ブライアン・モイナハン著 河出書房新社 ISBN 4-309-24080-1

- 1986年
  - 『スパイ・ライク・アス』ゴードン・マッギル著 講談社Ｘ文庫 ISBN 4-06-190056-0

- 1989年
  - 『ファミリービジネス』ヴィンセント・パトリック著 扶桑社ミステリー文庫 ISBN 4-594-00481-4

- 1990年
  - 『9本指の死体』ジャック・アーリー（サンドラ・スコペトーネ）著 扶桑社ミステリー文庫

- 1993年
  - 『ジョージ・ルーカス ルーカスフィルム20年の軌跡』チャールズ・チャンプリン著 キネマ旬報社 ISBN 4-87376-052-6

## 美術展覧会プロデューサー

### 博物学的なリサーチ、展覧会主催、国際交流
秦が代表理事を務める財団ハタステフティングは、世界の名画を日本に紹介することを目的として設立された。日本のみならず、世界中で美術展覧会を主催している。
作家、作品のリサーチや修復に時間をかけ、その集大成として展覧会をプロデュース。展覧会の開催を通じて日本と海外をつなぐ国際交流に尽力する。
これまでに、オランダ黄金時代や印象派、ゴッホ、伊藤若冲などの展覧会を国内外で多数開催。

### ゴッホやフェルメール展など
オランダ黄金時代や印象派、伊藤若冲などの展覧会を多く手掛けているが、中でもゴッホやフェルメールの展覧会を日本で開催し、そのブームの火付け役となった。
2000年に大阪で開催した『フェルメール展』では「真珠の耳飾りの少女」が、2011年に京都で開催した『フェルメールからのラブレター展』では計3点のフェルメール作品が来日。2018年には日本史上最大規模のフェルメール展を東京と大阪で開催し、代表作「牛乳を注ぐ女」を筆頭に10点のフェルメール作品を集めるとともに、初来日の作品を多く展示した。
また、2022年開催の展覧会『ドレスデン国立古典絵画館所蔵 フェルメールと17世紀オランダ絵画展』では、同美術館所蔵の「窓辺で手紙を読む女」の修復プロジェクトに参画。最新技術を用い、5年かけて修復を行う。同美術館が2021年に開催した展覧会では、同作品の修復後の新しい姿が世界で初めて公開された。

## 関連する財団等

### 財団ハタステフティング（在オランダ）
財団ハタステフティング（在オランダ）は世界的な美術館での展覧会プロデュースをしている。
1990年にオランダ・国立ファン・ゴッホ美術館で開催された『大ゴッホ展』では、世界中からゴッホ作品を集め、世界最大級規模の展覧会を開催。
さらに、ドイツ・シュテーデル美術館では『大レンブラント展』を開催。ニューヨーク・メトロポリタン美術館やワシントン・ナショナル・ギャラリー、ロンドン・ナショナル・ギャラリーなどでも展覧会をプロデュースした実績を持つ。
日本だけでなく、世界の美術館でも数多くの展覧会を主催している。

#### 主な展覧会
- 1990年 『大ゴッホ展』アムステルダム・国立ファン・ゴッホ美術館（3月30日～7月29日）
- 1995年 『ゴッホと19世紀オランダ絵画展 : アムステルダム国立美術館コレクションより』 高崎市美術館（10月14日～11月12日）他
- 1998年 『レンブラントと巨匠たちの時代展』伊勢丹美術館（10月3日～11月30日）
- 1999年 『ゴッホと印象派展 ボイマンス美術館展』高崎市美術館（9月19日～10月17日）他
- 2000年 『日蘭修好400年記念 フェルメールとその時代』大阪市立美術館 (4月4日～7月2日)
- 2002年 『大レンブラント展』京都国立美術館（11月3日～翌年1月13日）フランクフルト・シュテーデル美術館（1月31日～5月11日）
- 2007年 『レンブラントの時代－メトロポリタン美術館のオランダ絵画』ニューヨーク・メトロポリタン美術館（9月18日～翌年1月6日）
- 2008年 『フェルメール展 光の天才画家とデルフトの巨匠たち』東京都美術館（8月2日～12月14日）
- 2012年
  - 『ゴッホ展－空白のパリを追う』京都市美術館（7月29日～10月28日）他
  - 『市民の誇り展』 ワシントン・ナショナル・ギャラリー （3月10日～2017年3月11日）
- 2013年 『フェルメールと音楽 愛と余暇の芸術』ロンドン・ナショナル・ギャラリー（6月26日～9月8日）
- 2014年 『ピーテル・コエケ・ファン・アルストとルネサンス/タペストリー』ニューヨーク・メトロポリタン美術館（10月8日～翌年1月11日）
- 2016年 『光紡ぐ肌のルノワール展』京都市美術館（3月19日～6月5日）
- 2017年 『ルノワール展 イメージ・オブ・カラー』宮城県美術館（1月14日～4月16日）
- 2018年 『フェルメール展』上野の森美術館（10月5日～翌年2月3日）他
- 2019年 『ゴッホ展』上野の森美術館（10月11日～翌年1月13日）他
- 2021年
  - 『イスラエル博物館所蔵 印象派・光の系譜』三菱一号館美術館（10月15日～翌年1月16日）
  - 『大フェルメール展』ドレスデン国立古典絵画館（10月～12月）
- 2022年 『ドレスデン国立古典絵画館所蔵 フェルメールと17世紀オランダ絵画展』東京都美術館（2月～4月3日）他
- 2023年 『モネ 連作の情景』上野の森美術館（10月20日～翌年1月28日）他 中之島美術館

### シーボルト財団（在オランダ）
シーボルト財団（在オランダ）は日蘭交流を中心とした展覧会を企画、プロデュースしている。

#### 主な展覧会
- 1988年 『日本・オランダ修好380年記念 シーボルトと日本』東京国立博物館（6月21（火）～7月31日（日）他
- 1997年 『フランク・ロイド・ライトと日本展』伊勢丹美術館（1月4日～2月2日）他
- 2000年
  - 『日蘭交流400周年記念 オランダ王室―知られざるロイヤル・コレクション―』東京国立博物館（2月15日～3月20日）他
  - 『日蘭交流400年記念特別展 ウィレム5世の時代 18世紀後期のオランダ宮廷美 オランダ王室コレクションによる』宮内庁三の丸尚蔵館（2月27日～4月9日）他
  - 『天皇陛下御物展 皇室コレクションによる』オランダ王立ヘットロー宮殿美術館（6月24日～8月13日）
- 2004年  『デンマーク王室の陶磁コレクション―ロイヤル・コペンハーゲン』宮内庁三の丸尚蔵館（9月30日～12月12日）他

### ハタインターナショナル（日本）
ハタインターナショナル（日本）は、ハリウッド映画の展覧会の先駆けとなった展覧会を企画している。
1990年に開催した『ハリウッドSFX博物館』をはじめ、『ジョージ・ルーカス展』、『007の世界展－イアン・フレミングに捧ぐ』、『E.T.展』、『アート オブ スター・ウォーズ展』、『ピクサー展』などを主催。
今では映画に関する展覧会の開催は一般的だが、当時は誰もプロデュースしておらず革新的であった。特に、ルーカスフィルムとの協力のもと開催した『ジョージ・ルーカス展』では、ジョージ・ルーカスの20年間の歩みとともにその映像美術を紹介するきっかけとなった。
この展覧会は、後にルーカスフィルムにより「スター・ウォーズ展」として世界を巡回。サンフランシスコ、メルボルン、エジンバラ、パリの科学館で展覧会が行われた。ルーカスは、後にこの展覧会をもとに自身の集大成としてジョージ・ルーカス ミュージアムを設立。その時のカタログはルーカスフィルムのバイブルとなっている。

#### 主な展覧会
- 1990年 『ハリウッドSFX博物館』大丸ミュージアム（3月21日～3月27日）他
- 1993年 『ジョージ・ルーカス展～時空を超える夢・SFX プランから映像シーンにいたるまでのプロセスに沿って』セゾン美術館（7月30日～9月30日）他
- 1996年 『007の世界展－イアン・フレミングに捧ぐ』大丸ミュージアム（2月29日 ～3月12日）他
- 1997年 『ハリウッドSFX展』三越美術館（7月5日～8月10日）
- 2002年 『E.T.展』日本橋三越（4月23日～5月6日）
- 2003年 『アート オブ スター・ウォーズ展』京都国立博物館（6月24日～8月31日）他
- 2004年 『オードリー・ヘップバーン展』Bunkamuraザ・ミュージアム（5月22日～7月4日）他
- 2006年 『ピクサー展～「トイ・ストーリー」から最新作「カーズ」まで～』森アーツセンターギャラリー（7月1日～8月27日）
- 2016年 『生誕300年 若冲の京都 KYOTOの若冲』京都市美術館（10月4日～12月4日）
- 2019年 『東日本大震災復興祈念 伊藤若冲展』福島県立美術館（3月26日～5月6日）